# Villino Rudinì

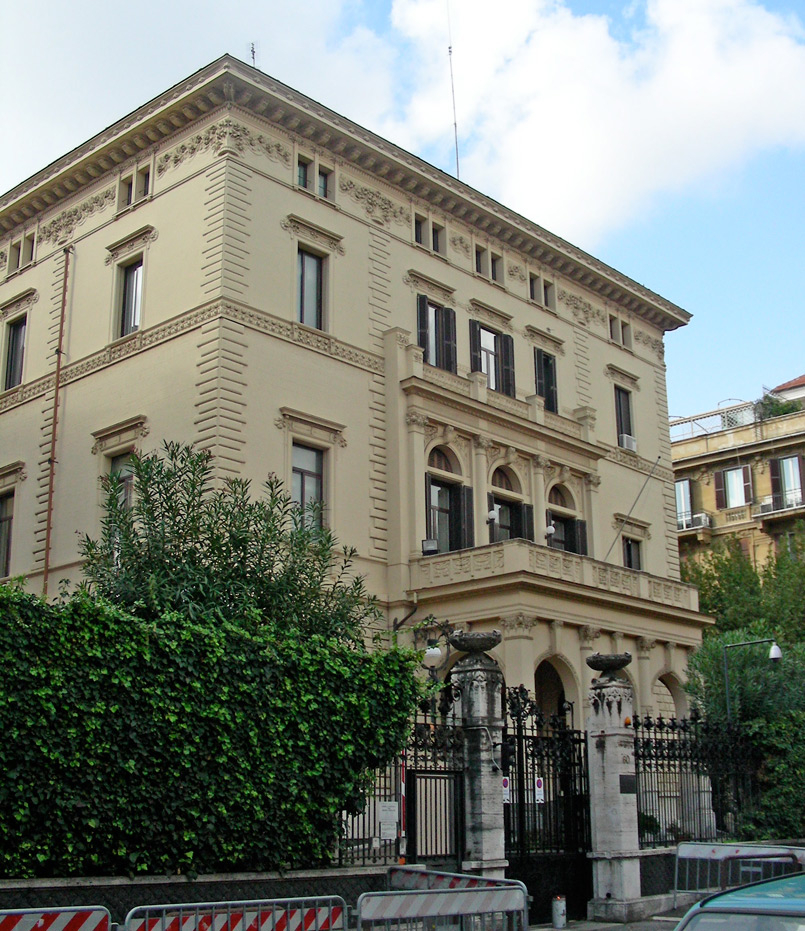
Vista a partir da Via Quintino Sella.

Villino Rudinì é um palacete eclético localizado numa alça da Quintino Sella, no rione Sallustiano de Roma. 

## História e descrição
Este palacete foi projetado e construído entre 1904 e 1906 por Ernesto Basile para a família de Antonio Starabba, marquês de Rudinì, duas vezes presidente do Conselho de Ministros do Reino da Itália no final do século XIX.
O edifício tem um formato de paralelepípedo e está recuado em relação à rua. Ele se apresenta em três pisos mais um subsolo e um ático. O acesso se dá através de um corpo avançado delimitado por três arcos redondos na frente e mais dois na lateral diante da fachada e ligado à rua por duas rampas.
Do lado externo, o villino mantém o desenho da arquitetura monumental pós-Risorgimento, inspirada na releitura de uma arquitetura geralmente clássica e, em particular, renascentista; neste plano se inclui a decoração mais moderna, neste caso a art nouveau.
Um revestimento rusticado envolve o edifício até o piso nobre e cornijas marcapiano delimitam vertical e horizontalmente os pisos superiores. A influência da art nouveau emerge no desenho das bíforas e nos elementos decorativos do ático, sobretudo no friso que percorre todo o perímetro do edifício. Também os elementos decorativos das molduras das janelas, do pórtico, das grades e dos portões externos, este últimos metálicos e em pedra, são característicos da art nouveau. Internamente, os espaços se articulam em torno de um pátio central fechado por uma claraboia.
Atualmente o edifício abriga a embaixada do Japão ao estado italiano.